# جنيفر لي
جنيفر لي هي مسيرة أعمال صينية، ولدت في 21 سبتمبر 1966 في بكين في الصين.